# Ulrich Bienzle

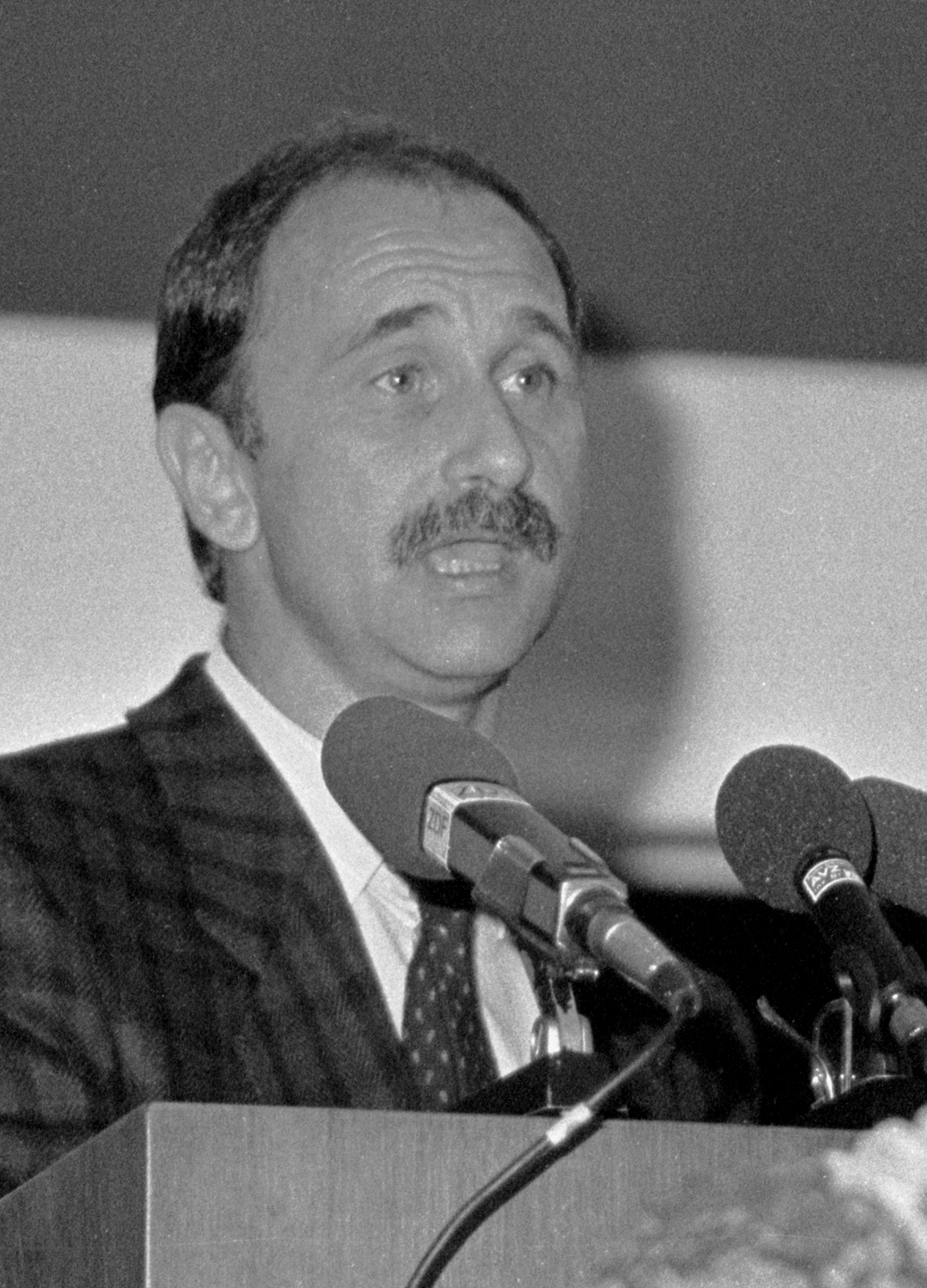
Ulrich Bienzle (1986)

Ulrich Bienzle (* 10. Januar 1939 in Jerusalem; † 17. März 2008 in Berlin) war ein deutscher Tropenmediziner und bis 2006 Direktor des Berliner Tropeninstituts.

## Leben
Nach dem Medizinstudium ging er nach Nigeria, um jeweils zwei Jahre bei einem Missionswerk und dann in einem Forschungsinstitut zu arbeiten. Es folgte die Facharztausbildung als Kinderarzt und als Tropenmediziner mit einer Assistenzzeit am Bernhard-Nocht-Institut in Hamburg. Anfang der 1980er Jahre übernahm er dann die Landesimpfstelle in West-Berlin, die er zum Institut für Tropenmedizin Berlin ausbaute. Sein Forschungsschwerpunkt waren Malaria, Leishmaniose und andere tropenspezifische Infektionen, zu denen es von ihm Publikationen in renommierten Verlagen und Fachzeitschriften gibt. Von ihm wurde der Masterstudiengang International Health initiiert. 
Bienzle wurde am 4. April 2008 auf dem Friedhof in Berlin-Nikolassee beigesetzt.

## Ehrungen
- 2005: Verdienstkreuz 1. Klasse der Bundesrepublik Deutschland